# Milky Chance
Milky Chance je název německého hudebního dua, jež tvoří zpěvák a kytarista Clemens Rehbein s producentem a diskžokejem Philippem Dauschem.

## Počátky
Již ve dvanácti letech byli oba hudebníci členy jazzového kvarteta Flown Tones. Pocházejí z hesenského Kasslu, kde v minulosti navštěvovali školu Jacoba Grimma, kterou úspěšně zakončili maturitní zkouškou v roce 2012. Stejného roku bylo také založeno duo Milky Chance a společně s přáteli také vydavatelství Lichtdicht Records, s níž úspěšně spolupracují na vydávání svých alb.
Jejich debutové album Sadnecessary bylo financováno z jejich úspor a příspěvků přátel a stalo se velmi úspěšným. Po jeho vydání na konci května 2013 se píseň Stolen Dance umístila na předních místech hitparád celé Evropy (v Rakousku, Švýcarsku, Polsku, Maďarsku, v belgickém Valonsku a v České republice se singl udržel dokonce na prvním místě, ve Francii, Německu a Nizozemsku na druhém). Píseň uspěla jako jediná z jejich debutového alba i ve Spojených státech. Další písně, jako Down by the River nebo Junk Mind, již takový úspěch nezaznamenaly, patřily ovšem také několik týdnů do žebříčků evropských rádií a hudebních TV.

## Vystupování
Kapela často objíždí hudební festivaly, často za doprovodu Antonia Gregera, který je doprovází na kytaru nebo harmoniku. Phillip Dausch vystupuje také částečně jako bubeník.

## Ocenění
Duo obdrželo za počet prodaných kusů debutové desky zlatou a platinovou desku v Německu, platinovou v USA a stříbrnou ve Velké Británii. V cenách začínajících hudebníků European Border Breakers Awards zvítězili roku 2015 v kategorii nejlepší album, píseň Stolen dance uspěla v anketě německého rádia 1 Live v kategorii nejlepší píseň roku 2013.

## Diskografie
- Sadnecessary (2013)
- Blossom (2017)
- Mind the Moon (2019)
- Living in a Haze (2023)